# Gonomyia armigera
Gonomyia armigera är en tvåvingeart som beskrevs av Alexander 1922. Gonomyia armigera ingår i släktet Gonomyia och familjen småharkrankar. Inga underarter finns listade i Catalogue of Life.